# ムーヴス
「ムーヴス」(Moves)は、オリー・マーズの楽曲。

## 概要
- 本曲は6枚目のスタジオ・アルバム『ユー・ノウ・アイ・ノウ』から1枚目のシングルとしてリリースされた。
- エド・シーランがソングライターとして参加しているほか、スヌープ・ドッグをフィーチャリングしている。
- ミュージック・ビデオにはローワン・アトキンソンがバーテンダー役として出演している[1]。

## 収録曲
デジタル・ダウンロード
1. Moves (featuring Snoop Dogg)